# 劇場版 魔法老師！ ANIME FINAL
《劇場版 魔法老師！ ANIME FINAL》（日语：劇場版 魔法先生ネギま! ANIME FINAL）是改編自日本漫畫家赤松健原作漫畫《魔法老師》的電影。由新房昭之執導，Studio Pastoral及SHAFT製作，預計於2011年8月27日，與《劇場版 旋風管家 HEAVEN IS A PLACE ON EARTH》同時上映。

## 製作背景
赤松健曾於《魔法老師OVA 另一個世界》發售期間定下一個銷量目標，稱若目標達成，將會把《魔法老師》改編為長篇動畫放送。最後銷量目標達成，赤松健亦遵守承諾，預定於2011年推出作品。起初，讀者對長篇動畫的定義有疑惑的地方，不清楚是屬於哪一種動畫形式，官方其後澄清為劇場版。
2011年5月17日，官方公佈作品名字為《劇場版 魔法老師！ ANIME FINAL》，將於8月27日破格地與《劇場版 旋風管家 HEAVEN IS A PLACE ON EARTH》一同放映。
2010年4月1日，赤松健曾公佈故事將會延續漫畫版的結尾。中途曾出現故事遲遲仍未決定的問題，但於2011年7月13日，赤松健確認內容是原作漫畫故事的第二個結局版本，由其擔當故事原案。
2011年7月5日，從工作人員的網誌傳出了劇場版剛剛才進入作畫的製作部分，較一般劇場版製作倉促。這訊息後來被相關人員刪除。對此，赤松健表示，目前跟製作《魔法老師OVA 另一個世界Extra 魔法少女夕映》時的感覺差不多。

## 故事概要
解決魔法世界崩壞的危機的涅吉，與一眾3-A學生和魔法師回到麻帆良學園。然而，他們在校門發現了寫著「麻帆良學園中等部畢業典禮」的橫幅。很久沒有回來的涅吉和同學們，就在有限的時間內慌忙作好準備。同時間，校長召見涅吉，要涅吉認真考慮如何跟班內多位學生釐清關係，尤其是跟過半班內學生訂下的「暫定契約」，其實還有一些秘密……為了決斷的問題，涅吉覺得十分煩惱……

## 角色

### 3-A
- 涅吉·史普林菲爾德：佐藤利奈
- 1　相坂小夜：白鳥由里
- 2　明石裕奈：木村圓
- 3　朝倉和美：笹川亞矢奈
- 4　綾瀨夕映：桑谷夏子
- 5　和泉亞子：山川琴美
- 6　大河內晶：淺倉杏美
- 7　柿崎美砂：伊藤靜
- 8　神樂坂明日菜：神田朱未
- 9　春日美空：板東愛

- 10　絡繰茶茶丸：渡邊明乃
- 11　釘宮圓：出口苿美
- 12　古菲：阿澄佳奈
- 13　近卫木乃香：野中藍
- 14　早乙女春奈：石毛佐和
- 15　櫻咲剎那：小林優
- 16　佐佐木蒔繪：堀江由衣
- 17　椎名櫻子：小見川千明
- 18　龍宮真名：佐久間未帆
- 19　超鈴音：高本惠

- 20　長瀨楓：白石涼子
- 21　那波千鶴：小林美佐
- 22　鳴瀧風香：古山貴實子
- 23　鳴瀧史伽：狩野茉莉
- 24　葉加瀨聰美：門脇舞以
- 25　長谷川千雨：志村由美
- 26　依文潔琳：松岡由貴
- 27　宫崎和香：能登麻美子
- 28　村上夏美：相澤舞
- 29　雪廣綾香：皆川純子

- 30　四葉五月：井上直美
- 31　札吉·雷妮蒂：豬口有佳

### 其他角色
- 亚尔贝尔·卡摩米尔: 矢部雅史
- 犬上小太郎: 井上麻里奈
- 近卫近右卫门: 辻村真人
- 安娜·尤莉艾温娜·可可罗瓦: 斋藤千和
- 高畑·T·隆道: 井上伦宏
- 杰克·拉坎: 小山力也
- 柯蕾特·法兰德尔: 佐藤聪美
- 艾蜜莉·谢布席普: 竹达彩奈
- 培尔托莉克斯·门罗: 花泽香菜

- 菲特·亚维路克斯: 石田彰
- 5号(库维杜姆): 石田彰

## 製作人員
- 原作、原案：赤松健
- 監督：新房昭之
- 副監督：石倉賢一
- 構成：新房昭之、東富耶子
- 劇本：
- 分鏡：渡邊步、石倉賢一、小俣真一、中澤勇一、木村隆一、高橋丈夫、森義博、羽原信義
- 演出：小野田雄亮、木村延景、後信治、中村里美
- 人物設計：實原登
- 總作畫監督：實原登、山內則康
- 佈局作畫監督：大森英敏
- 作畫監督：吉田尚人、中山初繪、中澤勇一、片岡英之、小川、砂川正和、常盤健太郎、神谷智大、清水祐實、立田真一、櫻井正明、山本篤志、西谷泰史、瀧山真哲、清水惠蔵、桝井一平
- 輔助作畫監督：伊藤美奈、伊部由紀子、川島勝、北川大輔、工藤利晴、島澤、杉本智子、館崎大、中野典克、枡田邦彰
- 副設計：吉田尚人、中山初繪、吉田真裕
- 美術監督：海津利子
- 輔助美術監督：加藤學
- 美術擔當：本田雅枝
- 色彩設計：日比野仁
- 攝影監督：江藤慎一郎
- 音響監督：鶴岡陽太
- 音響製作：樂音舍
- 音樂：羽岡佳
- 製作人：立石謙介、大野昇、林玄規
- 動畫製作人：菅野雄二、久保田光俊
- 製作協力：ZEXCS、XEBEC
- 作畫協力：、GoHands、feel.、Magic Bus
- 動畫製作：Studio Pastoral、SHAFT
- 製作：新涅吉部
- 發行：King Records、T-JOY

## 歌曲
片頭曲：「a precious pride」
主唱：白石涼子，作詞：河合英嗣，作曲：YUPA，編曲：中西亮輔
片尾曲：「Please Be Happy Sunshine」
主唱：涅吉·史普林菲爾德（佐藤利奈），作詞：，作曲：大川茂伸，編曲：大久保薰
插入曲：「櫻風下約定－旅程展開之歌－」（桜風に約束を－旅立ちの歌－）
主唱：涅吉·史普林菲爾德&麻帆良學園中等部3-A，作詞：，作曲、編曲：大川茂伸

## 外部連結
- （日語）劇場版 魔法老師！ ANIME FINAL 官方網站
- （日語）魔法老師．旋風管家 劇場版共通網站 （页面存档备份，存于）
- （日語）魔法老師．旋風管家 劇場版(negihaya)的X（前Twitter）